# Tulio Botero
Pour les articles homonymes, voir Botero.
Tulio Botero Salazar, CM (Manizales, 9 mars 1904 - Medellín, 1er mars 1981), est un ecclésiastique colombien de l'Église catholique appartenant à la Congrégation de la Mission. Il est évêque auxiliaire de Carthagène des Indes, premier évêque de Zipaquirá et archevêque de Medellín.

## Biographie

### Premières années
Tulio est né le 9 mars 1904 dans la ville colombienne de Manizales. Il est le fils de Francisco Botero Jaramillo et de María Francisca Salazar Jaramillo, tous deux appartenant à des familles traditionnelles caldense d'origine antioquienne et cousins entre eux. Sa mère María Francisca était la sœur de l'homme politique, banquier et homme d'affaires Félix María Salazar Jaramillo.
Botero est baptisé dans la Cathédrale de Manizales le 13 mars de la même année, sous le nom de Francisco Tulio, par le prêtre Benjamín Muñoz. Il fait ses études primaires chez les Frères Maristes et ses études secondaires chez les Prêtres Lazaristes (Congrégation de la Mission) à Santa Rosa de Cabal. Après la mort de son père, il étudie le droit pendant un an à l'Université du Rosaire. Il entre dans la communauté des Pères Lazaristes et commence son noviciat le 27 février 1924 ; il prononce par les vœux sacerdotaux en 1926.

### Prêtrise
Il est ordonné prêtre à Bogotá par Ismael Perdomo Borrero le 19 décembre 1931. Jusqu'en 1934, il effectue des missions dans le département de Cundinamarca avec le prêtre Nicanor Cid. De 1934 à 1941, il travaille au Séminaire de Popayán ; de 1941 à 1948, il est directeur du séminaire interne et directeur des étudiants à Bogotá (siège de la Congrégation de la Mission) ; simultanément, à partir de 1945, Botero est secrétaire particulier de la nonciature apostolique (en). En 1948, il est nommé recteur du séminaire de Tunja.

## Épiscopat

### Évêque auxiliaire de Carthagène
Le 7 mai 1949, Botero est nommé évêque titulaire de Marida (de) et évêque auxiliaire de Carthagène. Il est consacré à Manizales par Bernardo Botero Álvarez le 14 août 1949 et reste dans cette ville jusqu'en mai 1952.

### Évêque de Zipaquirá
Le 1er mai 1952, le diocèse de Zipaquirá est érigé et Botero est nommé premier évêque. Il prend possession de son siège le 15 août de la même année, commençant ainsi la nouvelle juridiction ecclésiastique.
En raison de sa grande dévotion à la Sainte Vierge, il demande au pape de la déclarer patronne du nouveau diocèse, sous le titre de l'Assomption ; Pie XII, acceptant sa demande, publie la bulle pontificale du 2 août 1952, par laquelle il désigne la Sainte Vierge de l'Assomption comme patronne du diocèse.
Parmi les priorités de Botero pour le nouveau diocèse figure le séminaire du Conseil. Ainsi, le 8 décembre de la même année, il bénit et pose la première pierre pour la construction dudit siège et, le 24 février 1953, il ouvre le petit séminaire sous la direction des Pères Vincentiens.
Pour aider financièrement certains séminaristes, il crée la Fundación San Pío X (Fondation Saint Pie X) et pour aider le presbytère il crée le Caja de auxilios del Clero (Fonds d'aide au clergé). Son intérêt pour l'enseignement catholique l'amène à soutenir et encourager la création de collèges diocésains dans la plupart des paroisses. Son amour pour Marie et son désir de promouvoir la piété mariale le conduise à l'organiser le premier congrès marial en août 1954.
En raison de son intérêt pour la formation spirituelle des fidèles, il établit une maison diocésaine d'exercices spirituels appelée Casa de María Inmaculada (Maison de Marie Immaculée). Il promeut également la fondation du Centro Social San José (Centre social de San José) pour la formation complète des travailleurs. Soucieux des paysans, il crée la Casa Campesina Parroquial (Maison paroissiale paysanne) avec ses propres statuts. En juillet 1956, Botero organise le premier congrès catéchétique diocésain avec la participation de toutes les paroisses et termine son travail pastoral dans le diocèse avec la première semaine pastorale, en décembre 1957.

### Archevêque de Medellín
Le 8 décembre 1957, il est nommé pour occuper le siège de l'archevêque de Medellín, dont il prend possession le 2 février 1958.
Botero Salazar participe en tant que père conciliaire aux quatre sessions du Concile Vatican II. Il est l'un des quarante évêques qui signent le Pacte des Catacombes de Domitilla, par lequel les membres de l'Église catholique s'engagent à vivre avec les pauvres, en assumant un style de vie simple et en renonçant à tout symbole de pouvoir,.
À Medellín, il réforme la curie archidiocésaine et construit le bâtiment actuel du Grand Séminaire de Loreto; Il permet l'entrée de diverses communautés religieuses et tient le troisième synode diocésain; Il a Miguel Antonio Medina Medina et Octavio Betancourt Arango comme évêques auxiliaires et Alfonso López Trujillo comme archevêque coadjuteur, qui lui succède plus tard.
Il fonde 124 paroisses, ordonné personnellement 158 prêtres et les autres évêques en ordonnent 45 ; c'est-à-dire que dans son administration 203 prêtres sont ordonnés. Il promeut la faculté de théologie de l'Université Pontificale Bolivarienne et permet aux séminaristes d'étudier dans cette université. Botero fonde également le Seminario de Bachilleres (Séminaire du les lycéens), qui  fonctionne pendant 40 ans. Il fonde également la maison Paul VI en 1971 et lui donne des statuts en 1977, pour les vocations spéciales d'étudiants qui doivent travailler pour subvenir aux besoins de leur famille, mais qui ont aussi une vocation religieuse.

### Démission
En 1979, après 21 ans à la tête du siège épiscopal de Medellin, sa démission est acceptée en raison de son âge avancé.

### Décès
Botero Salazar décède le 1er mars 1981 dans la ville de Medellín, non loin de sa ville natale et dans une humble maison.